# Gare de Leányvár
La gare de Leányvár (en hongrois : Leányvár vasútállomás) est une halte ferroviaire hongroise, située à Leányvár.